# Hydrophiinae
I serpenti di mare (Hydrophiinae Fitzinger, 1843) costituiscono una sottofamiglia di serpenti che vivono nel mare. Sono note 57 specie.

## Caratteristiche
Sono diffusi principalmente nelle zone tropicali dell'Oceano Pacifico e dell'Oceano Indiano. Vivono sia nei pressi delle coste che in mare aperto, ma preferiscono il primo habitat, più ricco delle loro prede, i pesci.

In particolare le formazioni coralline, dove si trovano molti pesci, sono il loro ambiente prediletto.
Al contrario dei pesci, i serpenti marini non hanno le branchie, per cui devono risalire periodicamente in superficie per respirare.
La maggior parte delle specie partorisce piccoli vivi, vicino alla costa; i piccoli sono attivi subito dopo la nascita. Hanno un veleno estremamente potente, a cui i pesci sono particolarmente sensibili. Il loro corpo dimostra l'adattamento all'ambiente acquatico: le narici si possono chiudere ermeticamente, la testa è allungata e larga come il collo per fendere l'acqua, la coda è alta e stretta come una pinna. A causa delle loro caratteristiche fisiche, non possono muoversi agilmente sulla terraferma.

## Tassonomia
A lungo sono state considerate come una famiglia di serpenti chiamata Hydrophidae o Hydrophiidae, ma secondo alcuni studi sarebbero imparentate più strettamente con la famiglia delle Elapidae che tra loro. Esistono altre famiglie di serpenti che vivono nel mare, come le Acrochordidae; si tratterebbe di un'evoluzione convergente.
Essi si dividono in "veri" hydrophiinae e krait marini. I veri hydrophinae sono ovovivipari e sembra che siano discendenti di alcuni elapidi australiani come serpenti tigre e vipere della morte. I krait marini (genere Laticauda) sono invece ovipari e sembra che siano discendenti di alcuni elapidi asiatici.

## In letteratura
S. T. Coleridge dà ai serpenti di mare un ruolo di rilievo nel poemetto La ballata del vecchio marinaio.